# Bang Chamber 8
Bang Chamber 8 – pierwsze demo nagrane i wydane w 1991 przez Jimmy’ego Popa i Daddy Long Legs w Pensylwanii. Z czasem ze współpracy muzyków powstał zespół Bloodhound Gang.
Demo zawiera cztery utwory, całość trwa 14:15.

## Lista utworów
1. „Wouldn’t It Be Nice?”
2. „Birthday Boy”
3. „Ice Cubes”
4. „War Chimes”